# Honda NSR75
La Honda NSR75 es una motocicleta de la serie NSR. Fabricada por la compañía Honda fue comercializada entre 1987 y 1992.
En España se la conoce más como NSR 80, puesto que requería un primer rectificado ineludible (por ser 2T) cada 10-30.000 km que en general subía su cilindrada hasta los 80 cm³. Fue la moto adolescente por antonomasia (a partir de 16 años), muy codiciada en su época (y aún hoy día lo es). Alcanzaba una velocidad de marcador de 130 km/h que se correspondían con unos 121 km/h reales con cambio de serie (15/36). En Japón la versión era de 50 cm³. En competición eran motos escuela que sustituían a la MBX 75 de Alex Crivillé, de idéntico motor y chasis, y con las que se corría el Criterium. Este tipo de motos ya no se fabrica por la prohibición de los motores de 2Tiempos (consumo reducido no obstante de 4l/100 a 90 kmh más aceite al 2%), a pesar de su alta eficiencia, su alto rendimiento, su sencillez, sus bajos costes de mantenimiento y sus altas prestaciones(14cv a 9500 rpm, 160cv/l, aunque existieron muchas formas de potenciación que llegaron hasta unos 24 cv y hasta 110 cm³ con rotor en lugar de plato magnético). A mediados de los años 1990 las Honda NSR75 fueron remplazadas por su sucesora Honda NS1 que entregaba un poco más de potencia, hasta que los legisladores, valiéndose de sus irracionales leyes ecologistas acabaron con estas maravillas, prohibiendo los motores de dos tiempos. Lo que llevó a tener que aumentar cilindradas y a fabricar motores más complejos, más caros de mantener y que ofrecen peores rendimiento.
Se fabricó en 4 colores diferentes el modelo F1 (sin quilla) en azul y rojo. Posteriormente se fabricó el modelo F2 con quilla en los mismos colores.
- Datos: Q5847864
- Multimedia: Honda NSR 80 / Q5847864